# Дълбока вода (филм, 2022)
„Дълбока вода“ (на английски: Deep Water) е американски психологически трилър с еротични елементи от 2022 година на режисьора Ейдриън Лайн по сценарий на Зак Хелм и Сам Левинсън, базиран на едноименния роман на Патриша Хайсмит от 1957 година.
В центъра на сюжета е материално осигурена двойка, която живее в отворен брак, но съпругът развива все по-силна ревност и убива няколко любовници на жена си, която решава да прикрие убийствата. Във филма участват Бен Афлек и Ана де Армас, с Трейси Летс, Рейчъл Бланчард и Лил Рел Хауъри в поддържащи роли. Това е първият филм на режисьора Ейдриън Лайн след 20-годишно прекъсване след предишния му филм „Изневяра“.

## Актьорски състав
| Актьор          | Роля             |
| --------------- | ---------------- |
| Бен Афлек       | Вик Ван Алън     |
| Ана де Армас    | Мелинда Ван Алън |
| Трейси Летс     | Лайнъл           |
| Рейчъл Бланчард | Маги             |
| Лил Рел Хауъри  | Наши             |
| Фин Уитрок      | Дом              |
| Джейкъб Елроди  | Ричард           |
| Даш Минок       | Артър            |
| Кристен Конъли  | Джаки            |
| Джейд Фернандез | Евелин           |
| Майкъл Браун    | Джеф Питърсън    |